# مارسلینو هوئرتاس
مارسلینو هوئرتاس (پرتغالی: Marcelinho Huertas؛ زادهٔ ۲۵ مهٔ ۱۹۸۳) بازیکن تیم ملی بسکتبال برزیل است. از باشگاه‌هایی که در آن بازی کرده‌است می‌توان به بارسونا اشاره کرد.